# 費県
費県（ひ-けん）は中華人民共和国山東省臨沂市に位置する県。

## 行政区画
- 街道:費城街道
- 鎮:上冶鎮、薛荘鎮、探沂鎮、朱田鎮、梁邱鎮、新荘鎮、馬荘鎮、胡陽鎮、石井鎮、東蒙鎮
- 郷:大田荘郷